# Johannes Becker (Politiker)

Johannes Becker

Johannes Becker (* 8. Februar 1875 in Elspe; † 12. Mai 1955 in Ludwigshafen am Rhein) war ein deutscher Politiker der Zentrumspartei.

## Leben und Beruf
Becker wurde 1875 als Sohn eines Schneidermeisters geboren und war nach dem Besuch der Volksschule von 1889 bis 1902 Fabrikarbeiter in Lüdenscheid (Klempner). Von 1902 bis 1905 war er Arbeitersekretär des Volksvereins für das katholische Deutschland in Hagen. In den Jahren 1906/1907 war er Redakteur der Westdeutschen Arbeiterzeitung (Organ des Volksvereins) in Mönchengladbach. In den Jahren 1908 bis 1912 war er freier Schriftsteller in Berlin. Von 1913 bis 1919 war Becker Geschäftsführer des Gesamtverbandes der Krankenkassen Deutschlands und Redakteur der Zeitschrift Die Krankenversicherung. Zwischen 1919 und 1925 saß er im Beirat des Reichsarbeitsministeriums. Von 1926 bis 1933 (?) war er geschäftsführendes Präsidialmitglied des Gesamtverbandes der Krankenkassen Deutschlands mit Sitz in Essen.

## Abgeordneter
Becker vertrat während des Kaiserreichs von 1907 bis 1918 den Sauerländer Wahlkreis Arnsberg-Meschede-Olpe (Arnsberg 2) im Reichstag. Seit 1917 war er u. a. Mitglied im interfraktionellen Ausschuss. Nach der Revolution von 1918 wurde Becker Mitglied der Weimarer Nationalversammlung (1919/20) und war in dieser Zeit stellvertretender Fraktionsvorsitzender des Zentrums. Von 1920 bis 1924 vertrat er den Wahlkreis 20 Westfalen Süd und von 1924 bis 1933 den Wahlkreis 18 Westfalen Süd (beide entsprachen im Wesentlichen dem Gebiet der Vorkriegszeit) im Reichstag. Auch im Reichstag war Becker bis 1926 stellvertretender Fraktionsvorsitzender.

## Partei
Seit 1908 war Becker Mitglied des Provinzialausschusses der westfälischen Zentrumspartei sowie des Reichsausschusses der Deutschen Zentrumspartei. 1921 hielt er in Anwesenheit von Reichspräsident Friedrich Ebert und Reichstagspräsident Paul Löbe die Gedächtnisrede für die verstorbenen Mitglieder Karl Trimborn, Franz Hitze, Eduard Burlage und Matthias Erzberger auf der Trauerfeier der Zentrumsfraktion des Reichstages.

## Historische Bedeutung
Becker war fest in dem sich am Ende des 19. Jahrhunderts entwickelnden modernen sozialpolitischen Verbandswesen innerhalb des katholischen Milieus verwurzelt. Für deren Vertreter reichte angesichts säkularer Tendenzen der Glaube oder die Erinnerung an den Kulturkampf nicht aus, um die wachsende Zahl der Arbeiter weiterhin zu binden. Auch für Becker sollte daneben die konkrete Interessenvertretung und Sozialpolitik durch den Volksverein für das katholische Deutschland, die christlichen Gewerkschaften und durch den Aufbau von Krankenkassen treten. Damit einher ging freilich auch die strikte Abgrenzung gegenüber der Sozialdemokratie. So wurde der von Becker mitgegründete Gesamtverband der Krankenkassen getragen von den katholischen Arbeitervereinen, christlichen und liberalen Gewerkschaften, um so ein Gegengewicht gegenüber der expandieren Sozialdemokratie zu schaffen. Die Tätigkeit im Krankenkassenwesen machte Becker zu einem sozialpolitischen Experten, der maßgeblich an der Reichsversicherungsordnung mitarbeitete.
Politisch gehörte Becker zum Arbeiterflügel innerhalb der Zentrumspartei. Im Gegensatz zu führenden christlichen Gewerkschaftern stand er dabei vor dem Krieg für eine verstärkte Demokratisierung des Kaiserreichs. In seinem Wahlkreis im Sauerland setzte er als Nachfolger des Abgeordneten Johannes Fusangel damit dessen „linken“ Kurs fort. Sowohl als Arbeitervertreter wie auch als Verfechter demokratischer Reformen blieb er in seiner Fraktion stets in einer Minderheitsposition. Gleichwohl übte er durchaus einen beachtlichen Einfluss aus. Er war gegen Kriegsende Mitglied im interfraktionellen Ausschuss und hat 1917 die Friedensresolution Matthias Erzbergers unterstützt. Unmittelbar nach der Revolution gehörte er zu denjenigen Zentrumspolitikern, die dazu beitrugen, die führenden meist monarchistisch gesinnten christlichen Gewerkschafter zumindest zu einer Duldung der Republik zu bewegen. Wie andere plädierte er in der Revolutionszeit vergeblich für eine Aufgabe des katholischen Charakters der Zentrumspartei zu Gunsten einer konfessionsübergreifenden, christlichen und republikanischen Volkspartei.